# ゴッド・スピード・ユー! BLACK EMPEROR
『ゴッド・スピード・ユー! BLACK EMPEROR』（ゴッド・スピード・ユー ブラック・エンペラー）は、1976年に公開された日本映画で、柳町光男監督の第1作である。

## 概要
実在した暴走族である「ブラックエンペラー」新宿支部のメンバーである少年や、その家族、周囲の人々を取材した映像によるドキュメンタリー。ナレーションはほとんど入っておらず、主に登場人物の生活を淡々と撮影し続けた映像で構成される。撮影される場面は少年らによる暴走行為や集会の他、両親や先輩、友人との会話のシーンも含まれている。

## スタッフ
- 製作：プロダクション群狼[注 2]。
- 監督：柳町光男
- 撮影：岩永勝敏、横山吉文、塚本公雄、杉浦誠、明石太郎

キャストには「ブラックエンペラー」とのみ表記されている。

## 製作
柳町光男は東映教育映画の契約助監督として1970年9月から1974年秋まで、12、3本の短編教育映画製作に関わった。1974年夏に製作された霊友会のPR映画で大和屋竺監督『発見への旅立ち』の助監督と務めた際、暴走族を登場させるシーンがあり、これが縁で彼らと接触を持つうち、暴走族のドキュメンタリーを作りたいという思いに駆られた。これは原一男監督の『極私的エロス 恋歌1974』に影響されたことが大きいという。1974年秋、東映教育映画を辞め、プロダクション群狼を設立し、最初からどこへ企画を出しても、お金を出してくれる人はいないだろうと自身で400～500万円を集めて自主製作した。

## 興行
柳町自身がホールと交渉し、安田生命ホール（現・明治安田生命ホール）での小規模公開から始まったが、評判を呼び、同ホールを皮切りに中野公会堂などで自主上映。観客はほとんどが暴走族の若者で、上映されたホールには本物の暴走族が大集結した。これが大きな反響を呼び、これに目を付けた柳町の古巣・東映が16mmで撮影された本作を劇場公開用の35mmにブロー・アップし半年間だけ買い上げ、東映系で三本立てで公開した。

## 同時上映
『暴走の季節』
- 監督 - 石井輝男 / 主演 - 岩城滉一

『暴力教室』
- 監督 - 岡本明久 / 主演 - 松田優作

## 影響
出演者の中で最も俳優向きの顔だな、と柳町が思っていた本間優二とその後も遊び仲間であった。次作『十九歳の地図』を製作する際、新人俳優を探したが、イメージにピタッとくる役者が見つからず、本間を説得して主演に起用した。